# Mentor – Die Leselernhelfer

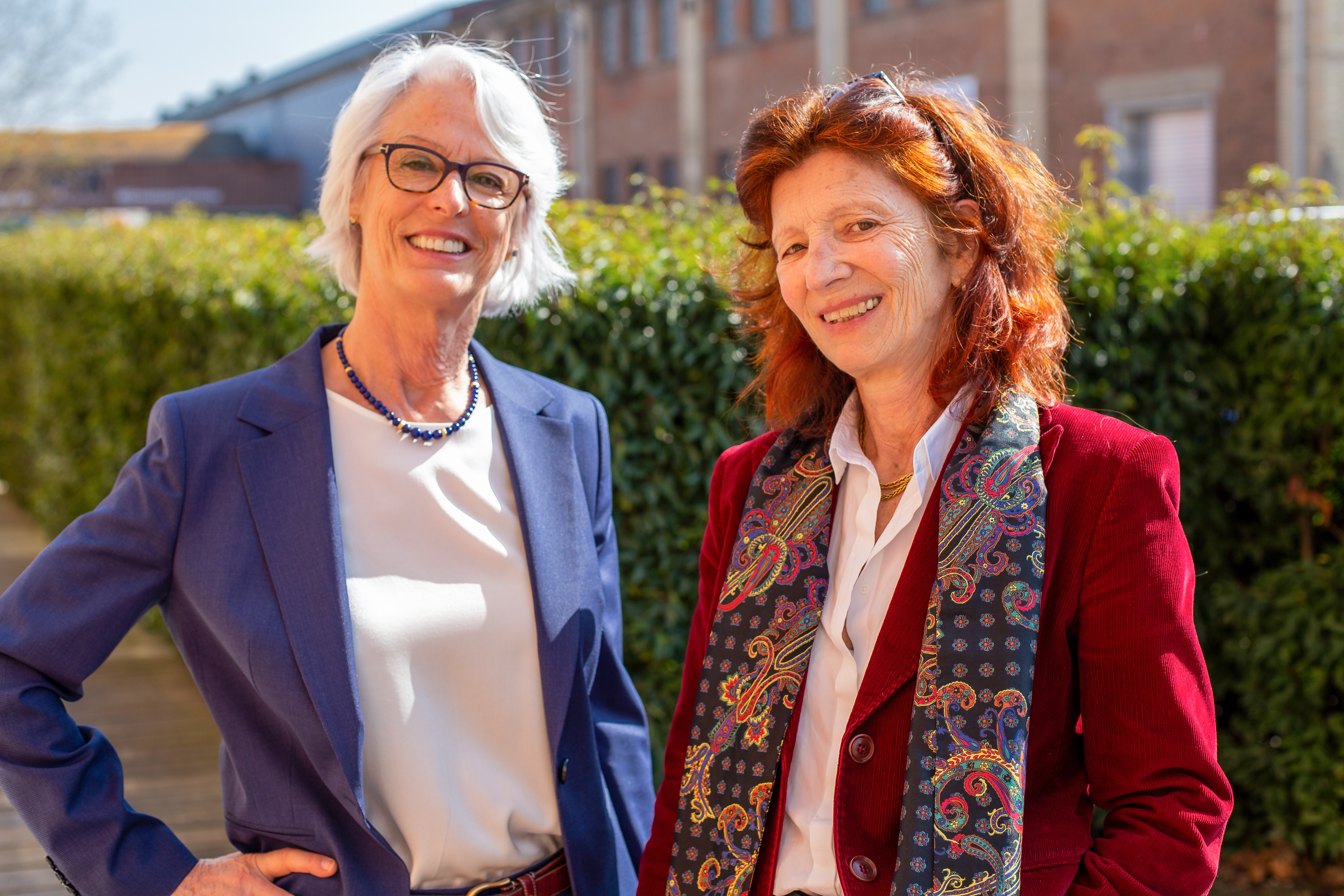
Huguette Morin-Hauser, Andrea Pohlmann-Jochheim, Vorsitzende des Mentor-Bundesverbands seit März 2022

Mentor – Die Leselernhelfer Bundesverband e. V. mit Sitz in Köln ist ein gemeinnütziger Verein, der sich der Förderung von Heranwachsenden im Bereich Spracherwerb Deutsch widmet. Im Mittelpunkt der Arbeit steht die Entwicklung der Lesekompetenz (Lesefähigkeit und Leseverständnis) und der Sprachfähigkeit von Kindern und Jugendlichen im Alter zwischen 6 und 16 Jahren.

## Geschichte

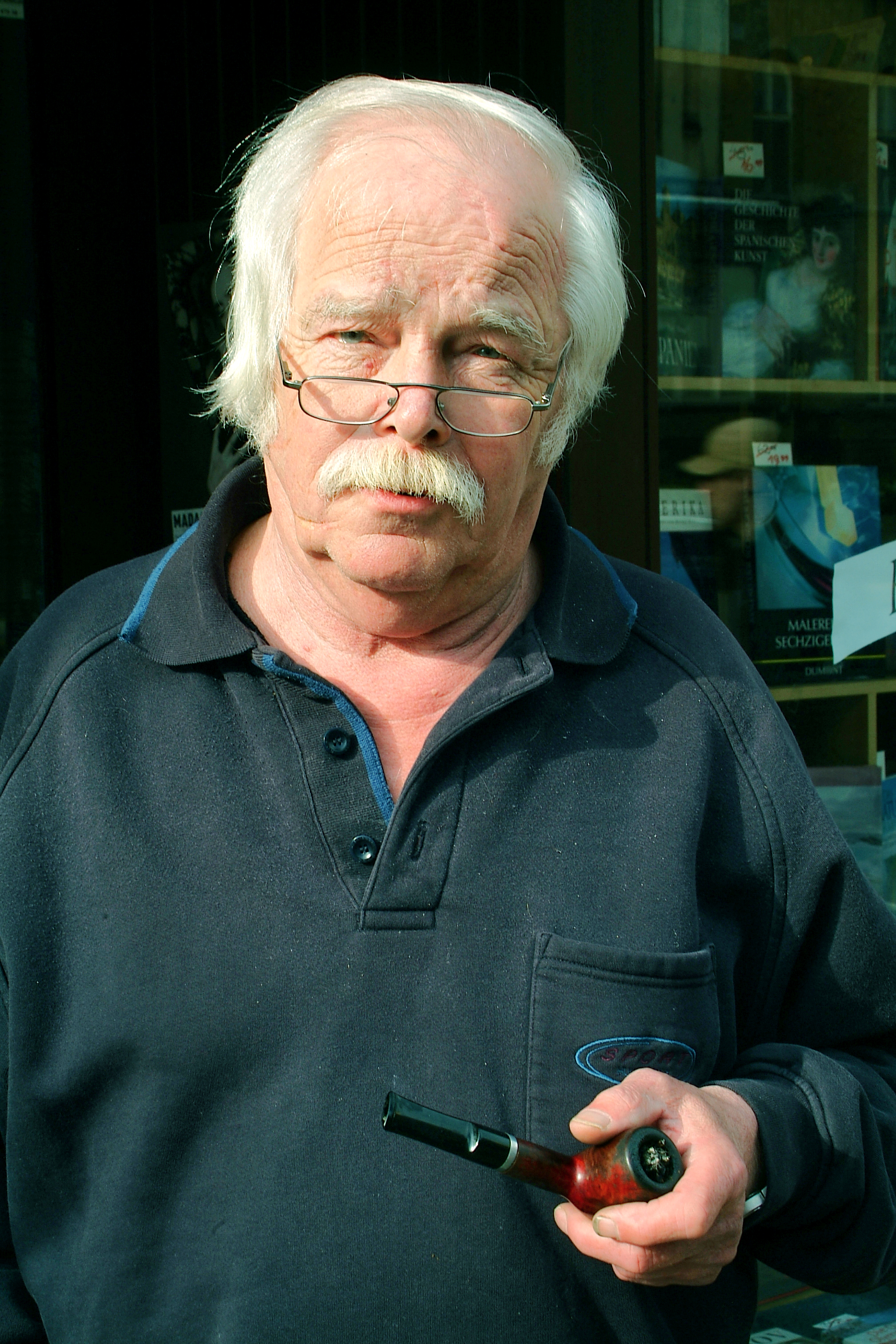
Otto Stender, Mitbegründer und Präsident des Bundesverbandes

Für ihre Idee „Hannovers Antwort auf Pisa“ fand das hannoversche Ehepaar Otto Stender und Johanna Stender, beide Buchhändler, im Freundeskreis breite Unterstützung und gründete 2003 den ersten Mentor-Verein. Nach ersten Zeitungsberichten meldeten sich über 100 interessierte Freiwillige; noch im gleichen Jahr wurden fast 200 Schulen in Hannover betreut. Die Initiative wurde zum Erfolgsmodell und erhielt nur ein Jahr später durch den damaligen Bundeskanzler Gerhard Schröder den startsocial-Bundespreis. Aus der Idee entwickelte sich eine bundesweite Bewegung, immer mehr ehrenamtlich Engagierte gründeten Mentor-Vereine in Deutschland. Seit 2008 organisieren sie sich unter dem Dach des Bundesverbandes mit heute deutschlandweit 108 Vereinen und 10 angeschlossenen Initiativen.
7500 Schüler wurden 2011 von rund 6000 Mentoren begleitet, die wiederum in 40 Regionalvereinen organisiert sind. 2017 wurden bereits über 14.000 Schüler von rund 11.000 Mentoren durch 72 regionale Mitgliedsvereine begleitet. Im März 2021 gab es 98 Vereine, deren 13.000 Mentoren 16.600 Schüler förderten. Historisch gewachsen verbreitete sich die Bewegung besonders schnell in Norddeutschland und im Westen von Deutschland. 2017–2019 bemühte sich der Bundesverband verstärkt um die Gründung von Vereinen und Gruppen in Süddeutschland, seit Ende 2021 erfolgt eine Verstärkung in den ostdeutschen Bundesländern.
Von 2013 bis 2022 war Margret Schaaf die 1. Vorsitzende des Bundesverbandes, zuvor initiierte sie 2010 eine Mentor-Gruppe in Hürth, die sie bis heute auch leitet. Auf sie folgten 2022 Huguette Morin-Hauser, 1. Vorsitzende und Andrea Pohlmann, Jochheim, 2. Vorsitzende. Beide waren schon zuvor seit über 15 Jahren für Mentor aktiv.
Mitbegründer Otto Stender und seine erste Schülerin wurden im April 2009 von Prinz Charles nach Berlin eingeladen, um dem Kronprinzen die Idee des Mentor-Projektes persönlich vorzustellen.
Zahlreiche Auszeichnungen für den Bundesverband und die regionalen Vereine folgten jedes Jahr.

## Aufgaben und Beschreibung

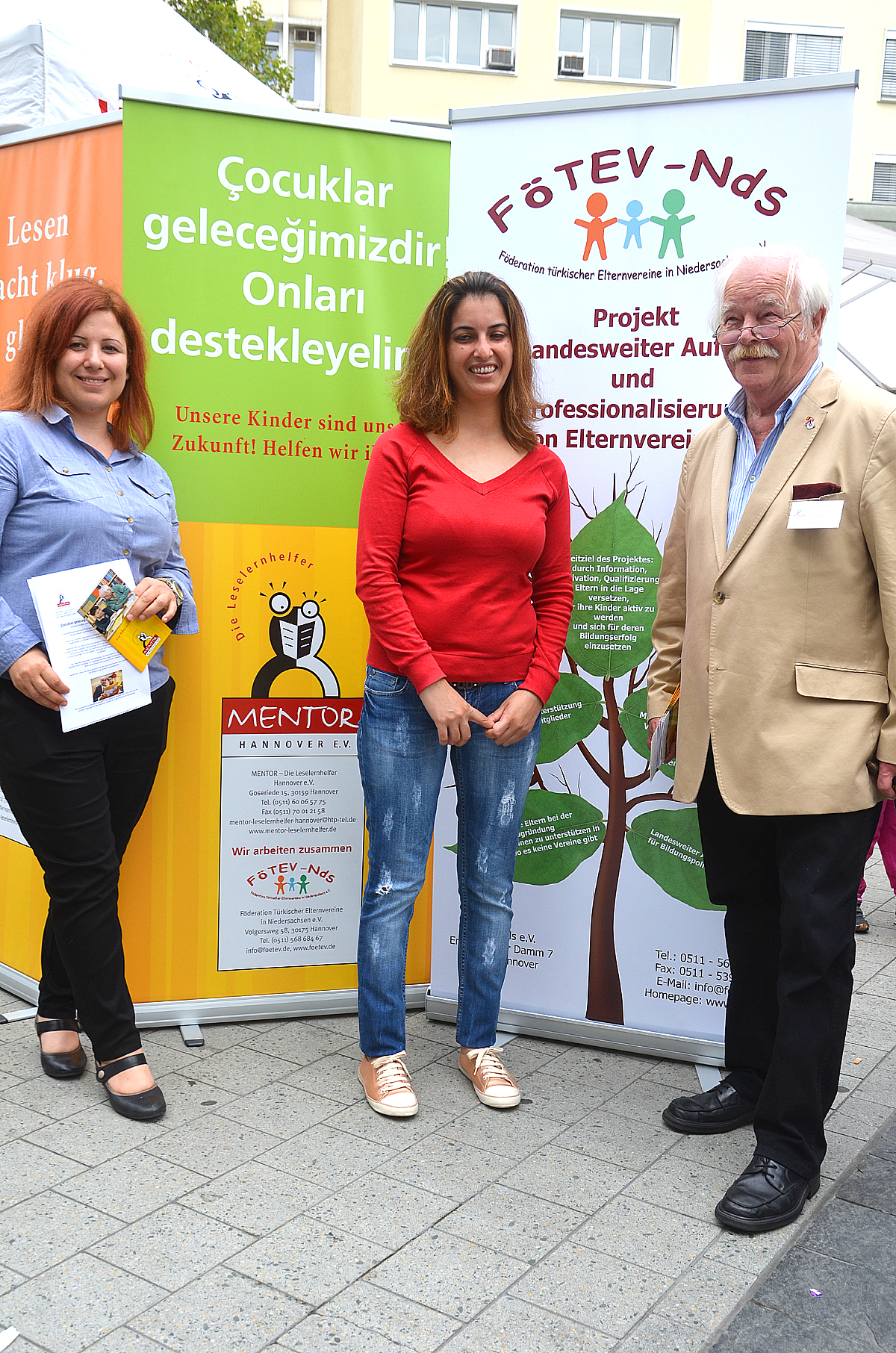
Gemeinsamer Informationsstand der Föderation Türkischer Elternvereine in Niedersachsen (FÖTEV-Nds) mit Mentor – Die Leselernhelfer Hannover e. V., 2015

Der Verein Mentor unterscheidet sich von anderen Leseinitiativen durch die Ausrichtung am Prinzip der Gründer mit der Vermittlung von Lesekompetenz sowie die kontinuierliche Begleitung eines Lesekindes. Ein weiterer Aspekt ist das Bildungsmentoring.
Ein Mentor betreut ausschließlich ein Kind über einen Zeitraum von mindestens einem Schuljahr einmal in der Woche. Die Leseförderung durch den Verein Mentor findet immer in Kooperation mit den Schulen statt. Die Lehrkräfte wählen Schüler mit individuellem Förderbedarf aus. Die Hilfe für Schulen durch den Verein Mentor ist notwendig, da ein Drittel der Eltern ihren Kindern zu wenig vorliest. Die Kinder haben daher oft sprachliche Lücken. Die Lesementoren greifen Fähigkeiten und Interessen der Schüler auf und sorgen für eine individuelle Leseförderung.
Während der Schulschließungen aufgrund der COVID-19-Pandemie in den Jahren 2021 und 2022 führten zahlreiche Mentor-Vereine Lesestunden online durch, um Schüler im Homeschooling fördern zu können. Der Bundesverband fördert auch das digitale Lesen in den Mentorenstunden in den Schulen. Im Projekt „Digitaler Treffpunkt der Generationen“ lernen Mentoren den Umgang mit geprüften Lese-Apps und setzen in den Lesestunden mit den Kindern Tablets ein.
Der Bundesverband beschreibt sich als eine politisch unabhängige Anlaufstelle für Leseinitiativen in Deutschland, die sich der individuellen Förderung von Kindern und Jugendlichen im Bereich Lese- und Sprachkompetenz verschrieben haben. Der Bundesverband strebt das Wachstum der Idee Mentor – Die Leselernhelfer an. Er sichert die Qualitätsstandards für die Begleitung der betreuten Kinder und Jugendlichen auch durch Weiterbildung und Materialien.
Der Verein dient als Organisations- und Informationsplattform, als Diskussions- und Schulungsforum für seine Mitglieder und vertritt deren Interessen gegenüber Politik und Wirtschaft. Mitglieder sind eingetragene Vereine sowie weitere juristische Personen, die den Status der Gemeinnützigkeit nachweisen können. Einmal jährlich entscheidet die Mitgliederversammlung über die weitere Entwicklung der Bewegung.